# حلاوة المحيا

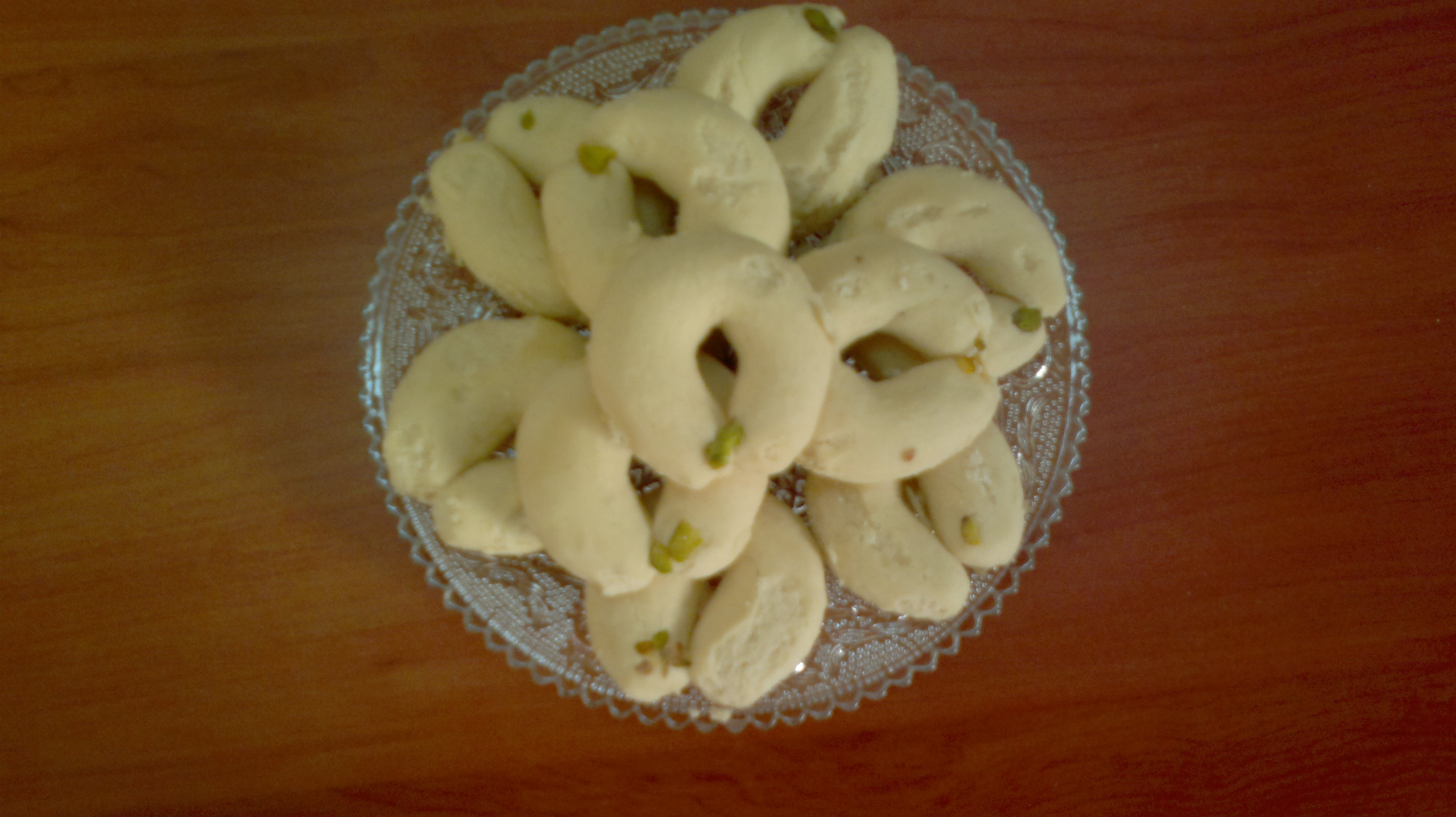
حلاوة المحيا - غريبة

حلاوة المحيا حلوى موسمية تراثية محلية، تصنع في مدينة حماة وريفها في شهر شعبان بمناسبة ليلة منتصف شعبان فقط، يتهادى هذه الحلوى أفرادُ العائلة والأقارب.
ومنها عدة أنواع أما التقليدية بلونيها الأحمر والأصفر التي تصنع من السميد والسكر ويضاف إليهما السمن وماء الورد وملونات وتقطع على شكل معين هندسي.

وفي الآونة الأخيرة أدخلت عدة أصناف جديدة وهي غّريبّة ومحشية وبشمينا والفرق الجوهري في صنعها هو استبدال السميد بالطحين.

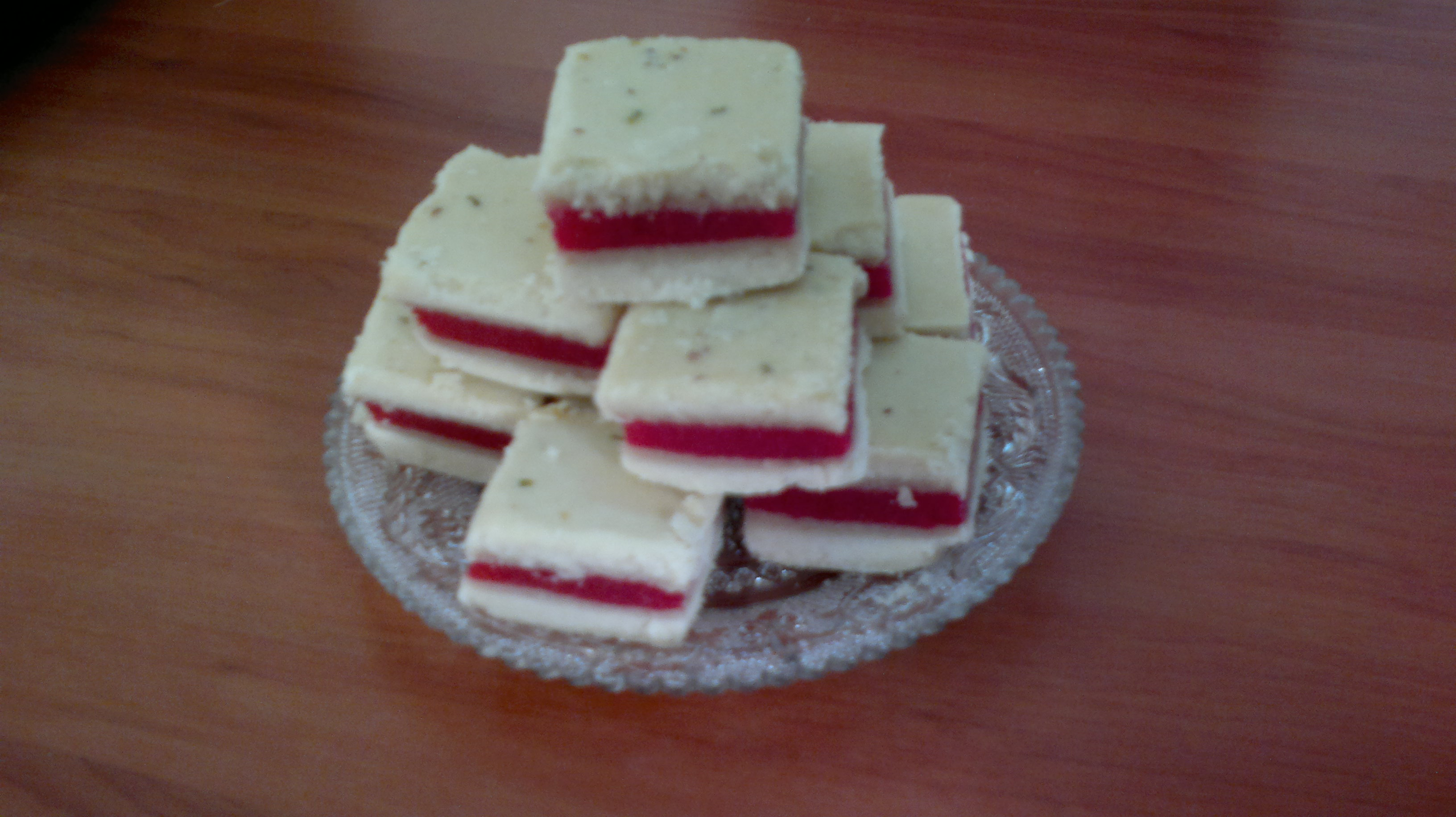
حلاوة المحيا - محشية